# Васкес, Омар
Эдсон Омар Васкес Ортега (исп. Edson Omar Vásquez Ortega; род. 15 августа 1989 года, Эль-Сулия, Колумбия) — колумбийский футболист, полузащитник клуба «Рояль Пари».

## Клубная карьера
Васкес начал карьеру в клубе «Мильонариос». В 2007 году в матче против «Атлетико Уила» он дебютировал в Кубке Мустанга. В 2008 году для получения игровой практики Омар на правах аренды выступал за «Хирардот». 2 августа 2009 года в поединке против «Атлетико Уила» Васкес забил свой первый гол за «Мильонариос». В 2011 году он помог клубу завоевать Кубок Колумбии, а спустя год выиграть чемпионат. В начале 2013 года Васкес на правах аренды перешёл в мексиканский «Керетаро». 6 января в матче против «Леона» он дебютировал в мексиканской Примере. В этом же поединке Омар забил свой первый гол за «Керетаро». Летом того же года Васкес продолжил выступления в Мексике, но уже за клуб «Дельфинес». 28 июля в матче против «Селаи» он дебютировал в Лиге MX. 14 сентября в поединке против «Леонес Негрос» Омар забил свой первый гол за «Дельфинес». В начале 2014 года он вернулся в Мильонариос.
В начале 2016 года Омар перешёл в «Ла Экидад». 31 января в матче против «Энвигадо» он дебютировал за новую команду. 3 апреля в поединке против «Хагуарес де Кордоба» Васкес забил свой первый гол за «Ла Экидад».
В начале 2017 года Омар присоединился к «Патриотас». 5 февраля в матче против «Атлетико Уила» он дебютировал за новый клуб.

## Достижения
Командные
 «Мильонариос»
- Чемпион Колумбии — Финалисасьон 2012
- Обладатель Кубка Колумбии — 2011